# Мірошников Іван Іванович (радянський діяч)
Іван Іванович Мірошников (1894, село Дєдовка Богучарського повіту Воронезької губернії, тепер Петропавловського району Воронезької області, Російська Федерація — розстріляний 28 липня 1938, місто Москва, Російська Федерація) — радянський державний діяч, керуючий справами Ради народних комісарів СРСР, заступник народного комісара фінансів СРСР. Член Комісії радянського контролю при РНК СРСР у 1934—1937 роках.

## Біографія
Народився в заможній селянській родині. З лютого 1911 по січень 1912 року — конторник приватного торгівельного підприємства в місті Богучарі Воронезької губернії. З лютого 1912 по липень 1913 року — коректор товариства «Друкарня С. П. Яковлєва» в місті Богучарі Воронезької губернії.
У 1913 році закінчив комерційне училище в місті Воронежі.
У серпня 1913 — червні 1914 року — учитель сільської школи в селі Монастирщина Богучарського повіту Воронезької губернії.
З липня по жовтень 1914 року перебував у Богучарській в'язниці за революційну діяльність.
У грудні 1914 — листопаді 1916 року — студент юридичного факультету Московського університету.
У листопаді 1916 — березні 1917 року — доброволець 48-го запасного полку російської армії.
У березні — вересні 1917 року — студент юридичного факультету Московського університету, закінчив три курси.
Член РСДРП(б) з 1917 року.
У вересні 1917 — березні 1918 року — член Богучарського повітового революційного комітету Воронезької губернії.
У березні — серпні 1918 року — інструктор Воронезького губернського відділу народної освіти.
У серпні 1918 — січні 1919 року — завідувач Бобровського повітового земельного відділу Воронезької губернії.
У січні — травні 1919 року — начальник політичного відділу бригади 1-ї експедиційної дивізії 8-ї армії РСЧА на Південному фронті. У травні — липні 1919 року — заступник начальника політичного відділу Донського козачого кінного корпусу Миронова. У липні — вересні 1919 року — помічник начальника політичного відділу Південного фронту РСЧА. У вересні 1919 — січні 1920 року — начальник політичного відділу запасних частин 14-ї армії Південного фронту РСЧА. У січні — березні 1920 року — заступник начальника політичного відділу 14-ї армії Південного фронту РСЧА. У березні — жовтні 1920 року — голова партійної трійки, начальник політичного відділу 14-ї армії Південного фронту РСЧА. У жовтні 1920 — лютому 1921 року — заступник начальника політичного відділу Південного фронту РСЧА.
У лютому 1921 — січні 1925 року — помічник керуючого справами Ради народних комісарів РРФСР (СРСР). У січні 1925 — листопаді 1926 року — заступник керуючого справами Ради народних комісарів СРСР. У листопаді 1926 — грудні 1930 року — секретар Ради народних комісарів СРСР та заступник керуючого справами Ради народних комісарів СРСР. У грудні 1930 — березні 1933 року — секретар Ради праці і оборони СРСР та заступник керуючого справами Ради народних комісарів СРСР.
23 березня 1933 — 29 березня 1937 року — керуючий справами Ради народних комісарів СРСР.
У березні — листопаді 1937 року — заступник народного комісара фінансів СРСР.
14 листопада 1937 року виключений із ВКП(б).
3 лютого 1938 року заарештований органами НКВС. Засуджений Воєнною колегією Верховного суду СРСР 28 липня 1938 року до страти, розстріляний того ж дня. Похований на полігоні «Комунарка» біля Москви.
14 березня 1956 року реабілітований, 29 червня 1956 року посмертно відновлений у партії.

## Нагороди
- орден Червоного Прапора